# 基辅兵工厂起义

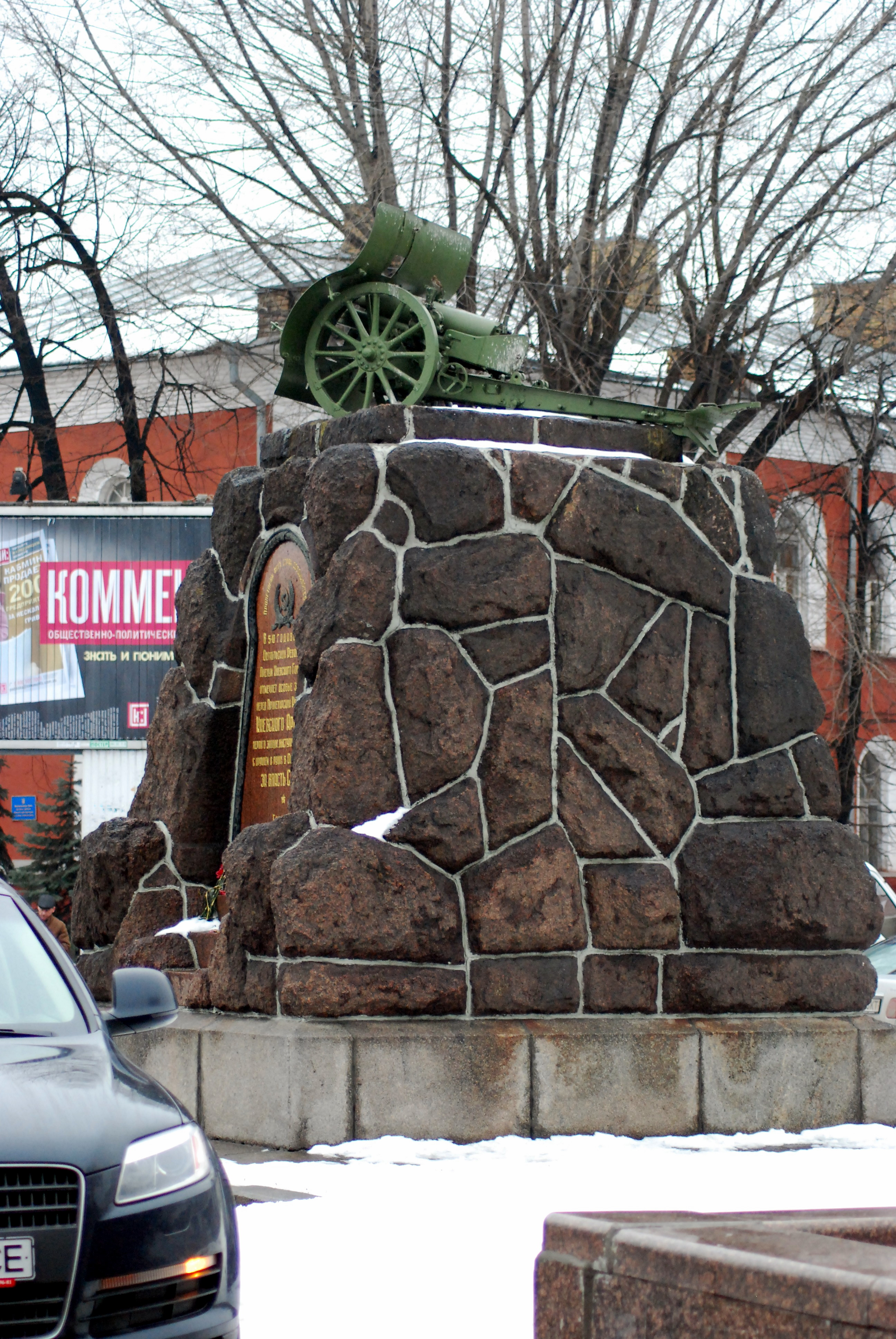
兵工厂地铁站前的基辅兵工厂起义纪念碑

基辅兵工厂起义（烏克蘭語：Січневе повстання）又称一月起义或一月叛乱，是1918年1月29日在乌克兰-苏维埃战争期间布尔什维克组织的工人武装起义，始于乌克兰人民共和国首都基辅兵工厂，其目的是破坏正在进行的乌克兰制宪议会选举，并支持向基辅进军的苏俄红军。起义本身被扑灭，但在随后进行的基辅战役中，苏俄军队占领了基辅。
在后世苏联的宣传中，西蒙·彼得留拉的军队在基辅兵工厂射杀了所有暴动参与者。然而有目击者称西蒙·彼得留拉阻止了对暴动参与者的屠杀：
这些工人也许是被蛊惑参与反抗乌克兰工农政府的；在他们当中，很多都是你们自称要为之奋斗的工人，你想向他们开枪？我不允许。除非第一枪先打我！——Всеволод Петрів，乌克兰革命时期的回忆（1917-1921)